# Stachys scardica
Stachys scardica là một loài thực vật có hoa trong họ Hoa môi. Loài này được (Griseb.) Hayek miêu tả khoa học đầu tiên năm 1929.